# 109 Tauri
109 Tauri (n Tauri) é uma estrela na direção da Taurus. Possui uma ascensão reta de 05h 19m 16.59s e uma declinação de +22° 05′ 48.1″. Sua magnitude aparente é igual a 4.96. Considerando sua distância de 206 anos-luz em relação à Terra, sua magnitude absoluta é igual a 0.96. Pertence à classe espectral G8III.